# Cerro Paranal

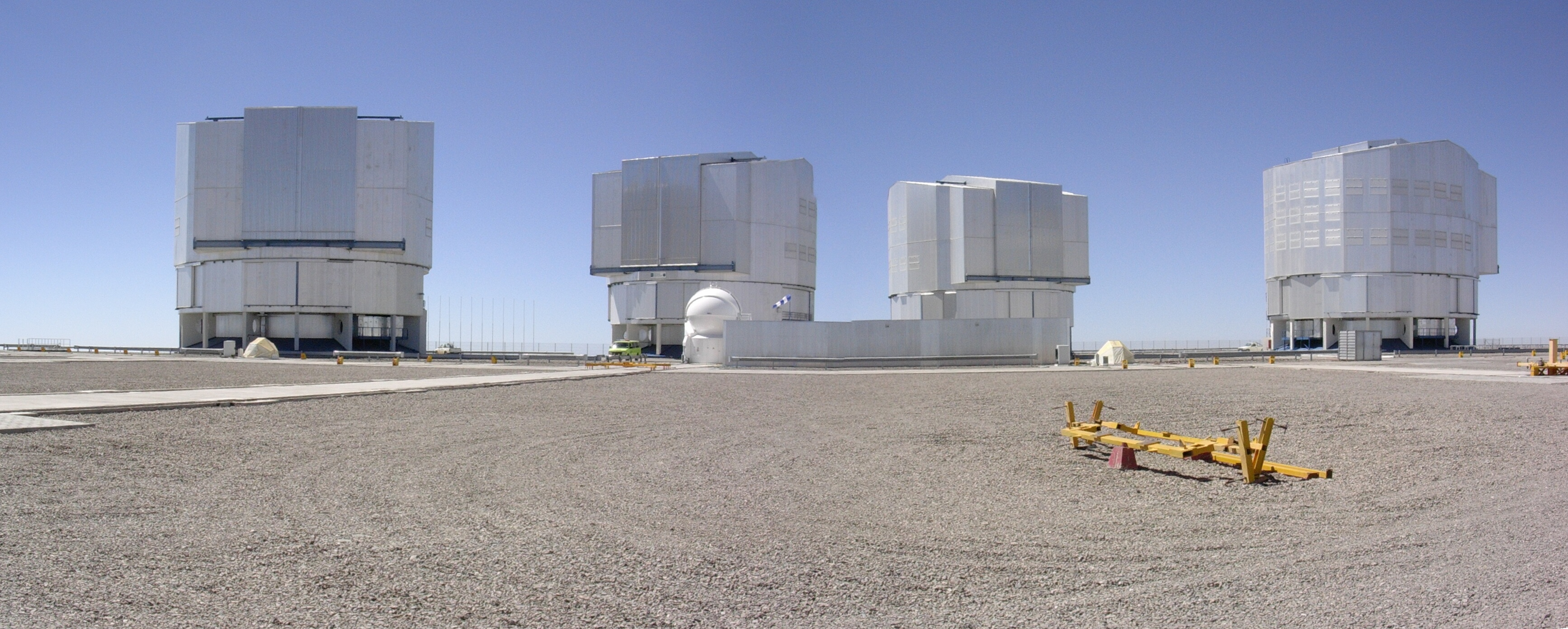
Cerro Paranal.

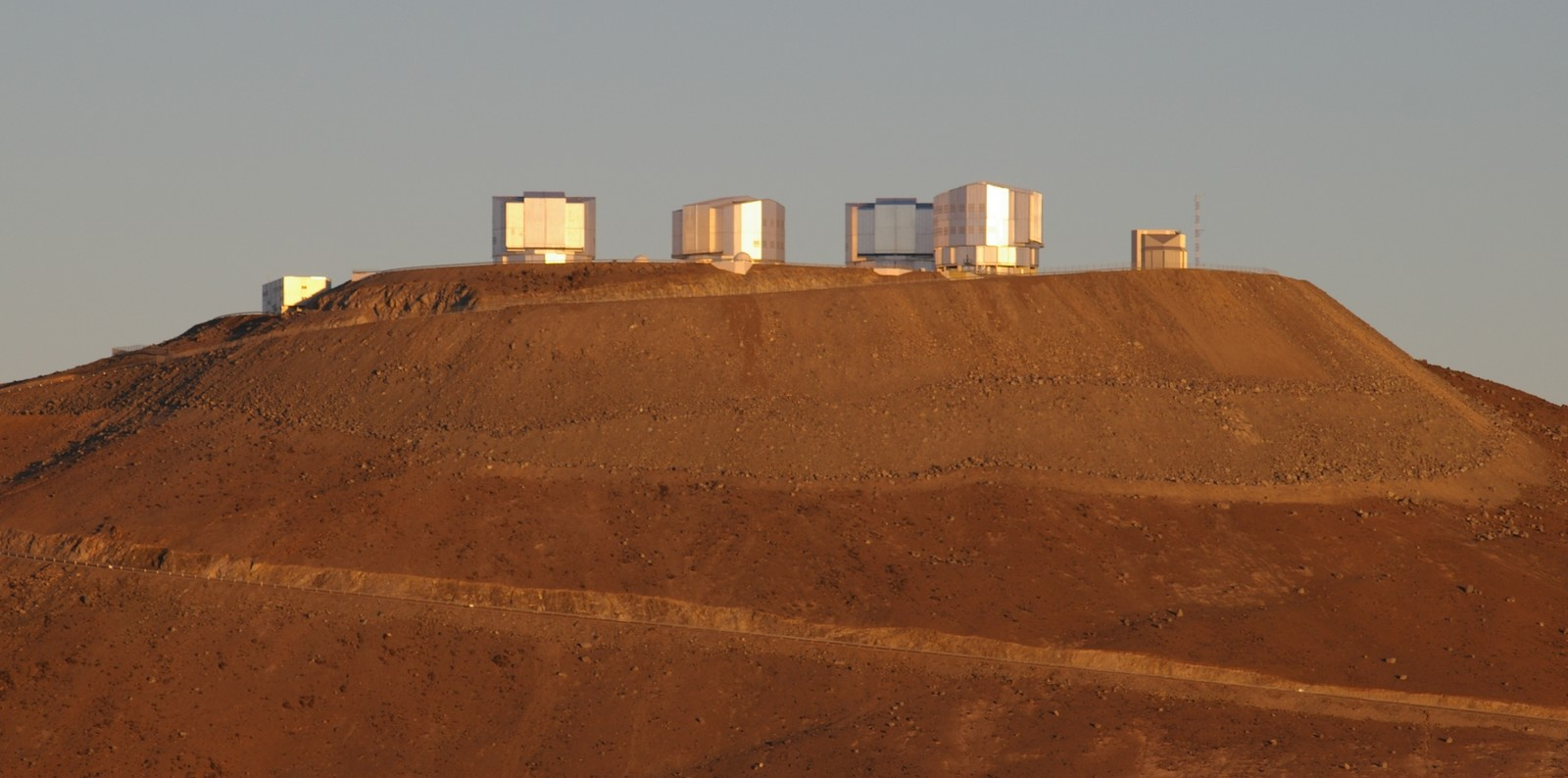
Cerro Paranal.

Cerro Paranal är ett berg i kommunen Taltal, Region de Antofagasta. På berget ligger ett observatorium med fyra teleskop, som är en del av Europeiska sydobservatoriets Very Large Telescope projekt.